# Antonio Lorenzo
Antonio Lorenzo Carrión (n. Madrid; 5 de septiembre de 1922 - f. 25 de octubre de 2009) fue un pintor contemporáneo español. 

## Biografía
Fue alumno de Francisco Esteve Botey y de Daniel Vázquez Díaz y entre 1939 a 1942 asistió a las clases de la Escuela Central de Bellas Artes de Madrid. 
Comenzó su actividad profesional en el retrato y la pintura mural, tareas que compatibilizaba con la docencia. Hacia 1955 adoptó la abstracción, siendo uno de los primeros informalistas. Formó parte del Grupo de Cuenca, junto con Antonio Saura, Gustavo Torner, Fernando Zóbel, Gerardo Rueda y Eusebio Sempere y otros pintores que tenían casa en Cuenca. Amigo desde 1955 de Fernando Zobel y colaborador de su proyecto, en 1966 el organigrama fundacional del Museo de Arte Abstracto Español de Cuenca, figura como Conservador Honorario nombrado por este, teniendo obra en la colección permanente. Aunque su obra es abstracta, pueden encontrarse a menudo referencias simbólicas al progreso humano, mundos utópicos en los que máquinas sustituyen la irracionalidad del hombre.
Es de destacar la importancia de la obra gráfica de Antonio Lorenzo, medio en el que alcanza una enorme creatividad y calidad formal. Aleccionó en este campo a grandes artistas como Rafael Canogar, Bonifacio Alfonso, Darío Villalba, Andrés Nagel...En 1992 el Museo de Bellas Artes de Bilbao realiza una exposición antológica de la obra gráfica (1959-1992) de Antonio Lorenzo
Ha participado en numerosas exposiciones individuales y colectivas, tanto en España como en el extranjero, destacando su participación en la Bienal de Venecia de los años 1964, 1966 y 1972. También participó en la Feria Mundial de Nueva York, dentro del pabellón de España y Francia 
En 1981 el poeta Efrén Abad escribe el poema en forma de soneto "Cerebros" dedicado a este artista.-

## Obra (selección)
Obra en la colección permanente del Museo Español de Arte Abstracto de Cuenca titulada nº 326 de 165 x 200 cm de 1962, y la nº 396 de 1965.- Composición y Mundo mágico, del fondo que en su día tenía el Museo Español de Arte Contemporáneo en Madrid.- El Gran Lama de 1971, que hoy tiene el Reina Sofía. Otras obras dignas de mención son Viejo amigo de 1978; Festival para un color ocre acrílico 65 x 81; Signos para un espacio amarillo acrílico 80 x80 ; Espacio rojo de 1988; Bodegón del séptimo sello de 1991; Encuentros acrílico 81 x 65 cm. 1992.
Obra gráfica: En 1970, Fernando Zobel, pidió a Antonio Lorenzo, que le hiciese para el Museo de Arte Abstracto Español de Cuenca un trabajo muy particular. Consistía en realizar 20 carpetas distintas. Cada una contenía una plancha de cobre grabada al aguafuerte para ser entregada con la carpeta en el momento de su adquisición. En el interior de la misma contenía 10 grabados con posibles variaciones de color de esta única plancha y una prueba final de haber sido rayada e inutilizada y que en ese estado acompañaba al conjunto. El título genérico para todas las carpetas Diez variaciones sobre un mismo tema, referencia a las manías musicales del autor. La estampación fue realizada en Madrid, por Lorenzo con tintas Charbonnel, sobre papel Velin Arches 250g y el diseño de tipografía y encuadernación estuvo a cargo de Jaime y Josege Blassi en Barcelona.
La figura de 1979 a 16 tintas; El triunfo de 1979 a 13 tintas; Los Artigotas III de 1991 a 7 tintas;Disparate espacial de 2004...

## Principales Exposiciones
- 1958 Galería Fernando Fe, Madrid
- 1960 Silvan Simone Gallery, Los Angeles USA.-- Galerie St. Stephan, Viena Austria.- Galería Kopke, Copenhague, Dinamarca.-
- 1961 Galería Dintel, Santander.- Itinerante "Contrastes de la pintura española" Tokio, Japón´, San Francisco, Denver, Nueva York USA
- 1964 Luz Gallery, Manila Filipinas .- XXXII Bienal de Venecia.-
- 1965 99 Gallery, Miami Beach, Florida USA.-- Bienal Arte Gráfico, Ljubljana Yugoslavia. New Art Gallery, Toronto Canada.-Galeria 52, México DF.-
- 1966 Galería Seiquer, Madrid.-- XXXIII Bienal de Venecia.- Arte Actual de España, Museo de Pretoria.- National Gallery, South Africa.- I Biennale Internationale a la Gravure, Cracovia Polonia.-
- 1967 Galería Grises, Bilbao.- Luz Gallery, Manila Filipinas.- I Bienal del Grabado. Habana Cuba.-
- 1968 Crossley Gallery, Melbourne Australia.-- I Bienal Iberoamericana de Pintura. Medellín Colombia.- Galeria Comunale d 'Arte Contemporanéo, Arezzo Italia.-
- 1969 Galería Kreisler, en Madrid y Nueva York USA.- III Bienal Internacional de Cracovia Polonia.-
- 1970 Galería Juana de Aizpuru, Sevilla.- Galería Kreisler, Madrid.- International Art Gallery, Club de la Estampa, Buenos Aires Argentina.-
- 1971 Galeria D'arco, Roma Italia.-- "Siete Artistas Españoles de Hoy" Cia. Telefónica de España. Géneve Suiza
- 1975 Galería Prisma, Zaragoza.-- Galerías Valera y Dach, Bilbao.- Exposición antológica en la Calcografia Nacional, Madrid.-
- 1976 Galería Kreiler 2, Madrid.- Galería Ciento, Barcelona.- VII Feria Internaciona de Arte de Basilea, stand Galería Kreisler 2, Suiza.-
- 1992 Museo de Bellas Artes, Bilbao.--
- 2000 Galería Macula, Tenerife.--
- 2004 Museo del Grabado de Goya, Fuendetodos.--
- 2005 Galería BAT, Alberto Cornejo, Madrid.--
- 2010 Sala de Exposiciones Charo de San Ginés, Lanzarote.--

## Museos y colecciones (selección)
Sus cuadros pueden encontrarse, entre otros, en estos museos:
Museo Nacional Centro de Arte Reina Sofía, Madrid.
Museo de Arte Abstracto Español,  Cuenca
British Museum, Londres.
Museum of Modern Art, Nueva York.
Brooklyn Museum, Nueva York
Musée d'Art Comtemporain, Skopje
Museo de Bellas Artes de Bilbao
Museo de Bellas Artes de Sevilla
Museo de Bellas Artes de Santander
Biblioteca Nacional, Madrid
Achebach Foundation, San Francisco
Museo de Arte Contemporáneo de Alicante